# Palazzo Crespi (Vigevano)
Palazzo Crespi è un edificio storico di Vigevano.

## Descrizione e storia
Eretto nel 1893 da Giuseppe Crespi, fondatore dell'omonimo cotonificio, fu acquistato dai signori Gagliardone e poi dai Biffignandi; successivamente venne ceduto al P.N.F. come Casa del Fascio. Nel secondo dopoguerra passò al Comune che, dal 1966, vi ospita la Biblioteca, intitolata nel 1983 allo scrittore vigevanese Lucio Mastronardi. I Musei Civici, che comprendono la Pinacoteca Civica e il Museo della Calzatura, prima situati presso questo Palazzo, sono stati trasferiti dal 2009 presso il Castello Sforzesco.
Le facciate mostrano paraste e tamponamenti a bugnato liscio al primo piano, mentre i piani superiori restano decorati con le sole paraste; le finestre sono incorniciate con timpano a motivi geometrici e si alternano a balconate in pietra con pilastrini al primo piano e in ferro battuto decorato al secondo piano. All'interno lo scalone d'onore si articola in quattro rampe ad andamento ottagonale con gradini in marmo. Alcune delle sale conservano affreschi ai soffitti con temi decorativi e figurativi in stile liberty. Adiacente al palazzo, un giardino cintato conserva antichi alberi ad alto fusto.